# Brian MacCabe
Brian MacCabe (Brian Farmer MacCabe; * 9. Januar 1914 im London Borough of Brent; † 31. Oktober 1992 in Beaconsfield) war ein britischer Mittelstreckenläufer und Sprinter.
Bei den Olympischen Spielen 1936 in Berlin wurde er über 800 m Neunter.
1938 gewann er bei den British Empire Games in Sydney mit der englischen 4-mal-440-Yards-Stafette Silber. Über 880 Yards wurde er Sechster, und über 440 Yards schied er im Vorlauf aus.
Seine persönliche Bestzeit über 880 Yards von 1:52,9 min (entspricht 1:52,2 min über 800 m) stellte er am 5. Februar 1938 in Sydney auf.